# Eurysilenium truncatum
Eurysilenium truncatum är en kräftdjursart som beskrevs av Michael Sars 1870. Eurysilenium truncatum ingår i släktet Eurysilenium, och familjen Herpyllobiidae. Arten är reproducerande i Sverige.